# Bob Beckham
Bob Beckham (* 8. Juli 1927 in Stratford, Oklahoma; † 11. November 2013 in Hermitage, Tennessee) war ein US-amerikanischer Country-Sänger, der hauptsächlich in den 1960er Jahren Schallplatten veröffentlichte. 

## Plattenkarriere
1958 begann Beckham seine ersten Platten bei der amerikanischen Plattenfirma Decca Records zu produzieren. Die erste Produktion fand am 30. Januar 1958 im Bradley Film & Recording Studio in Nashville, Tennessee, statt. Es wurde die Single mit den Titeln Tomorrow und I'm Tired Of Everyone But You aufgenommen, die im April 1958 unter der Decca-Katalognummer 30617 auf den Markt gebracht wurde. Bis Ende 1961 wurden auch alle weiteren Beckham-Platten in den Studios von Owen Bradley produziert. Nachdem Beckhams erste Single weitgehend unbeachtet geblieben war, erschien erst im März 1959 die nächste Single. Der Titel auf der A-Seite Just As Much As Ever lief erfolgreich durch die Hitparaden, obwohl sich das Billboard Magazin am 8. Juni 1959 noch wenig enthusiastisch äußerte: „Es ist eine durchschnittliche Ballade, der aktuellen Mode folgend.“ Am 10. August 1959 startete der Song bei den Billboard Hot 100 auf Platz 98, um schließlich am 12. Oktober mit Rang 32 seine beste Notierung zu erreichen. Insgesamt platzierte sich der Titel 22 Wochen in den Hot 100. Am 4. Januar 1960, drei Wochen nach seiner Veröffentlichung, hielt Beckhams zweiter Erfolgstitel Crazy Arms Einzug in die Hot 100. Nach dem Start auf Platz 68. kletterte er bis auf den 36. Rang und hielt sich 13 Wochen lang in den Charts. Im November 1959 produzierte Decca die Langspielplatte Just As Much As Ever mit Bob Beckham, in die unter anderen die Titel seiner beiden bisherigen Erfolgs-Singles aufgenommen wurden (Katalog-Nr. DL-79867). 
Nach Crazy Arms gelangten keine weiteren Beckham-Titel unter die Hot 100. Ab 1962 zog Produzent Bradlay mit Beckham in die Nashviller Columbia Recording Studios. Dort wurde auch am 24. Januar 1964 Beckhams letzte Platte für das Decca-Label produziert, Helpless / I'll Be Around (# 31607). Anschließend veröffentlichte er 1965 eine Single bei der Plattenfirma Smash, 1967 erschienen zwei Singles bei Monument Records. Der bei Monument veröffentlichte Titel Cherokee Strip erreichte Platz 73 der Country-Charts.
Während seiner Sängerkarriere betätigte sich Beckham auch als Komponist. Sein bekanntestes Werk wurde die von Vic Dana gesungene Ballade Danger, die 1963 Platz 96 in den Hot 100 erreichte. 

## Diskografie

### Alben
- 1960: Just as Much as Ever

### Singles
| Titel                                              | Kat.Nr.  | veröffentlicht |
| -------------------------------------------------- | -------- | -------------- |
|                                                    | Decca    |                |
| Tomorrow / I’m Tired Of Everyone But You           | 30617    | 4/1958         |
| Just As Much As Ever / Your Sweet Love             | 30861    | 3/1959         |
| Crazy Arms / Beloved                               | 31029    | 12/1959        |
| Mais Oui / Only The Broken Hearted                 | 31090    | 4/1960         |
| Nothing Is Forever / Two Wrongs Don’t Make A Right | 31132    | 8/1960         |
| Meet Me Halfway / One More Time                    | 31163    | 10/1960        |
| Forget It / Like A Fool                            | 31239    | 4/1961         |
| How Soon / I’m Wondering                           | 31285    | 8/1961         |
| Just Friends / Ten Thousand Teardrops              | 31337    | 11/1961        |
| I Cry Like A Baby / I’ll Take My Chances           | 31391    | 5/1962         |
| Building Memories / Memory Mountain                | 31432    | 10/1962        |
| Footprints / Midnight                              | 31493    | 5/1963         |
| Grabbing At Rainbows / My Heart Would Know         | 31547    | 10/1963        |
| Helpless / I’ll Be Around                          | 31607    | 4/1964         |
|                                                    | Smash    |                |
| Slowly Dying / It’s My Heart                       | 1990     | 6/1965         |
|                                                    | Monument |                |
| Cherokee Strip / You Really Know How To Hurt A Guy | 1018     | 7/1967         |
| Lily White / Look At Them                          | 1030     | 7/1967         |

## Belege
1. ↑  Nashville Music Publisher Bob Beckham Passes, abgerufen am 12. November 2013
2. ↑  Chartquellen: US

| Personendaten    | Personendaten                    |
| ---------------- | -------------------------------- |
| NAME             | Beckham, Bob                     |
| KURZBESCHREIBUNG | US-amerikanischer Country-Sänger |
| GEBURTSDATUM     | 8. Juli 1927                     |
| GEBURTSORT       | Stratford, Oklahoma              |
| STERBEDATUM      | 11. November 2013                |
| STERBEORT        | Hermitage, Tennessee             |